# Josceline Percy
Sir Josceline Percy (Hastings, 17 luglio 1811 – Pembroke, 25 luglio 1881) è stato un ammiraglio e militare britannico.

## Biografia
Era figlio di George Percy, V duca di Northumberland, e Louisa, figlia di James-Archibald Stuart-Wortley-Mackenzie.
Entrò nella Royal Navy ad appena nove anni come allievo ufficiale, e già nel 1825 supportò come guardiamarina la flotta inglese di Lord Francis Edwin FitzConan Drummond nella Guerra argentino-brasiliana in aiuto al generale argentino Carlos MarÍa de Alvear: l'intento inglese era quello di aiutare il neonato stato argentino contro la sempre crescente potenza dell'impero brasiliano, che ledeva economicamente l'agemonia britannica sui mari.
Nel 1833 venne promosso capitano di vascello e nel 1845 combatté la Guerra Anglo-sikh come colonnello di un reggimento di fanteria di marina; nel 1852 entrò in Parlamento rappresentando il Laucerstone e nello stesso anno divenne commodoro e cavaliere dell'Ordine del Bagno.
Da allora ebbe svariati incarichi governativi in alcune province del regno unito: fu governatore del Terranova, Governatore militare della base militare di La Valletta e infine Governatore di Malta. Durante il periodo trascorso a Malta (1847-1866) si avvicinò all'Ordine cavalleresco di Malta, divenendone membro dopo essersi convertito al cattolicesimo.
Come viceammiraglio fu comandante della flotta britannica dell'Atlantico dal 1868 al 1876, e dal 1873 al 1874 si occupò della salvaguardia delle navi britanniche che trasportavano rifornimenti agli inglesi durante la III Guerra Anglo-Ashanti.
Minato da una malattia cronica, nel 1876 si trasferì in Galles, dove morì il 25 luglio 1881.

## Ascendenza
|                                               |                                |                                                | Genitori                                    |  |  | Nonni |  |  | Bisnonni                             |  |  | Trisnonni         |  |
|                                               |                                |                                                |                                             |  |  |       |  |  | Hugh Percy, I duca di Northumberland |  |  | Langdale Smithson |  |
|                                               |                                |                                                |                                             |  |  |       |  |  | Hugh Percy, I duca di Northumberland |  |  | Langdale Smithson |  |
|                                               |                                | Philadelphia Revely                            |                                             |  |  |       |  |  | Hugh Percy, I duca di Northumberland |  |  |                   |  |
| Algernon Percy, I conte di Beverly            |                                |                                                |                                             |  |  |       |  |  | Hugh Percy, I duca di Northumberland |  |  |                   |  |
|                                               |                                | Elizabeth Seymour, II baronessa Percy          | Algernon Seymour, VII duca di Somerset      |  |  |       |  |  |                                      |  |  |                   |  |
|                                               |                                | Elizabeth Seymour, II baronessa Percy          | Algernon Seymour, VII duca di Somerset      |  |  |       |  |  |                                      |  |  |                   |  |
|                                               |                                | Elizabeth Seymour, II baronessa Percy          | Frances Thynne                              |  |  |       |  |  |                                      |  |  |                   |  |
| George Percy, V duca di Northumberland        |                                | Elizabeth Seymour, II baronessa Percy          |                                             |  |  |       |  |  |                                      |  |  |                   |  |
|                                               |                                | Peter Burrell                                  | Peter Burrell                               |  |  |       |  |  |                                      |  |  |                   |  |
|                                               |                                | Peter Burrell                                  | Peter Burrell                               |  |  |       |  |  |                                      |  |  |                   |  |
|                                               |                                | Peter Burrell                                  | Amy Raymond                                 |  |  |       |  |  |                                      |  |  |                   |  |
| Isabella Susannah Burrell                     |                                | Peter Burrell                                  |                                             |  |  |       |  |  |                                      |  |  |                   |  |
|                                               |                                | Elizabeth Lewis                                | John Lewis                                  |  |  |       |  |  |                                      |  |  |                   |  |
|                                               |                                | Elizabeth Lewis                                | John Lewis                                  |  |  |       |  |  |                                      |  |  |                   |  |
|                                               |                                | Elizabeth Lewis                                | …                                           |  |  |       |  |  |                                      |  |  |                   |  |
| lady Josceline Percy                          |                                | Elizabeth Lewis                                |                                             |  |  |       |  |  |                                      |  |  |                   |  |
|                                               | John Stuart, III conte di Bute | James Stuart, II conte di Bute                 |                                             |  |  |       |  |  |                                      |  |  |                   |  |
|                                               | John Stuart, III conte di Bute | James Stuart, II conte di Bute                 |                                             |  |  |       |  |  |                                      |  |  |                   |  |
|                                               | John Stuart, III conte di Bute | lady Anne Campbell                             |                                             |  |  |       |  |  |                                      |  |  |                   |  |
| lord James Archibald Stuart-Wortley-Mackenzie | John Stuart, III conte di Bute |                                                |                                             |  |  |       |  |  |                                      |  |  |                   |  |
|                                               |                                | Mary Wortley-Montagu, I baronessa Mount Stuart | Edward Wortley-Montagu                      |  |  |       |  |  |                                      |  |  |                   |  |
|                                               |                                | Mary Wortley-Montagu, I baronessa Mount Stuart | Edward Wortley-Montagu                      |  |  |       |  |  |                                      |  |  |                   |  |
|                                               |                                | Mary Wortley-Montagu, I baronessa Mount Stuart | lady Mary Pierrepont                        |  |  |       |  |  |                                      |  |  |                   |  |
| Louisa Stuart-Wortley-Mackenzie               |                                | Mary Wortley-Montagu, I baronessa Mount Stuart |                                             |  |  |       |  |  |                                      |  |  |                   |  |
|                                               |                                | sir David Cunynghame, III baronetto            | sir David Cunynghame, I baronetto           |  |  |       |  |  |                                      |  |  |                   |  |
|                                               |                                | sir David Cunynghame, III baronetto            | sir David Cunynghame, I baronetto           |  |  |       |  |  |                                      |  |  |                   |  |
|                                               |                                | sir David Cunynghame, III baronetto            | Elizabeth Baird                             |  |  |       |  |  |                                      |  |  |                   |  |
| Margaret Cunynghame                           |                                | sir David Cunynghame, III baronetto            |                                             |  |  |       |  |  |                                      |  |  |                   |  |
|                                               |                                | lady Mary Montgomerie                          | Alexander Montgomerie, IX conte di Eglinton |  |  |       |  |  |                                      |  |  |                   |  |
|                                               |                                | lady Mary Montgomerie                          | Alexander Montgomerie, IX conte di Eglinton |  |  |       |  |  |                                      |  |  |                   |  |
|                                               |                                | lady Mary Montgomerie                          | lady Anne Gordon                            |  |  |       |  |  |                                      |  |  |                   |  |
|                                               |                                | lady Mary Montgomerie                          |                                             |  |  |       |  |  |                                      |  |  |                   |  |